# Charles Cordier
Charles Henri Joseph Cordier (Cambrai, 19 ottobre 1827 – Algeri, 29 aprile 1905) è stato uno scultore francese.
Riprendendo una tecnica che risaliva all'antichità romana, utilizzò dei marmi policromi come l'onice per vestire i suoi bronzi, rappresentativi dello stile orientalista e dell'eclettismo proprio del secondo Impero francese.
Fu il padre dello scultore Henri Louis Cordier (1853-1926).

## Biografia
Figlio di un farmacista, Charles Henri Joseph Cordier entrò nel 1846 alla scuola di belle arti di Parigi, presentato dallo scultore Jacques-Auguste Fauginet, ma non ci restò a lungo, perché lo stesso anno entrò nello studio di François Rude, che divenne il suo maestro. In quell'anno, avvenne l'incontro decisivo con un ex-schiavo sudanese divenuto un modello professionista, Seïd Enkess, del quale realizzò il busto in quindici giorni. Questo fu l'inizio della sua opera etnografica. Il suo genere aveva l'attualità di un soggetto nuovo, la rivolta contro la schiavitù, l'antropologia ai suoi albori.

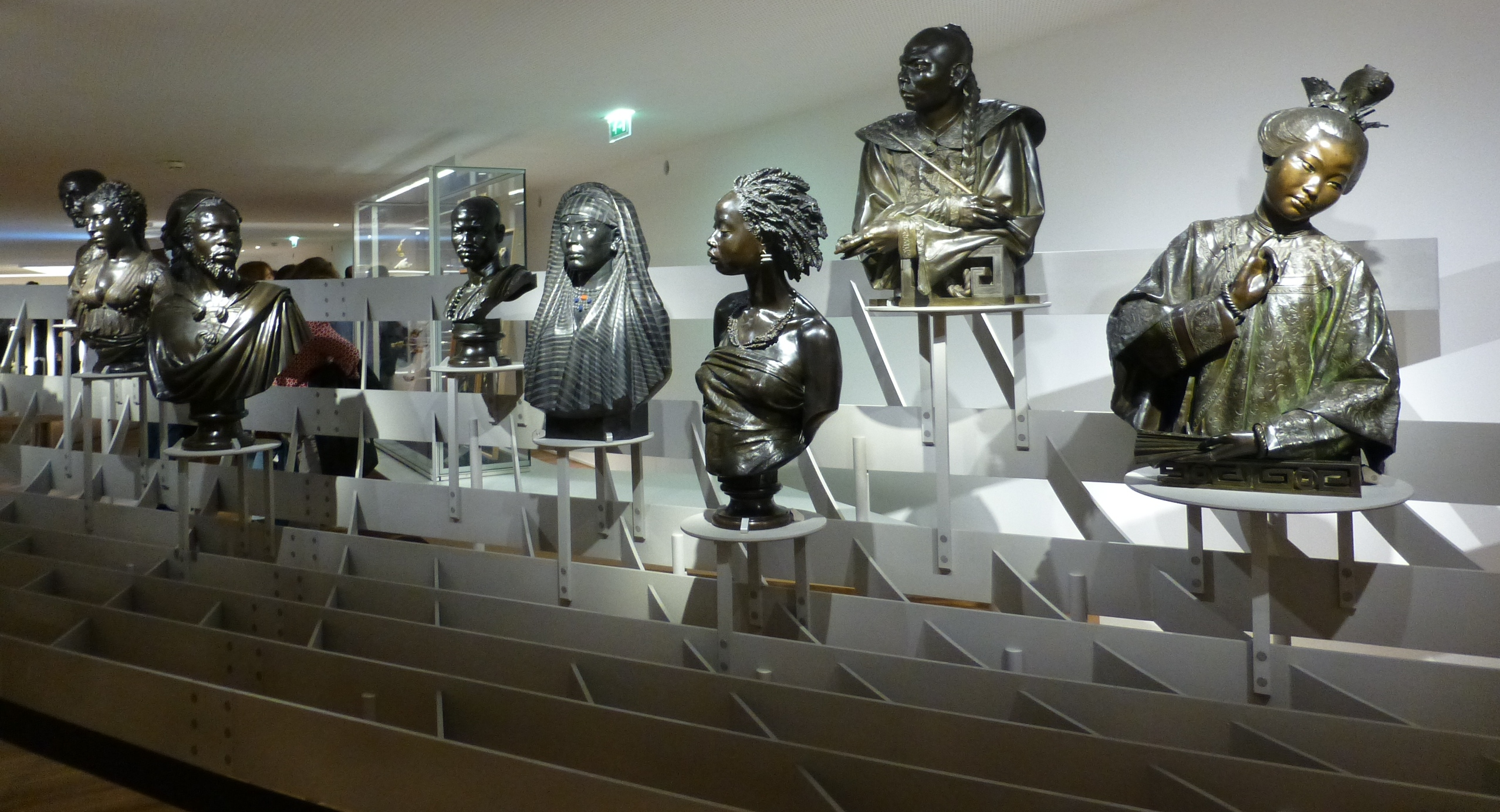
Alcuni busti realizzati da Charles Cordier al museo dell'uomo di Parigi.

Da allora, produsse una grande quantità di statue orientaliste e soprattutto dei busti. Dall'anno dell'abolizione della schiavitù, il 1848, realizzò più versioni di un ritratto di Saïd Abdallah, della tribù di Mayac, regno di Darfur, o Le Nubien. La regina Vittoria acquistò questo bronzo durante l'esposizione universale del 1851. Dal 1851 scolpì una serie di busti di una Venere africana e della Nubienne. Le sue opere presentate al Salone del 1853 fecero scalpore. Con i suoi busti in bronzo di un uomo e una donna orientali, indicati sia come Mongoli che come Cinesi (1853), cercò di ottenere degli effetti policromi più ricchi, una tendenza alla quale restò fedele da allora in poi: da qui nacquero i nuovi busti africani colorati, come il celebre Negro del Sudan (tra il 1856 e il 1857), acquistato da Napoleone III nel 1857 per 3000 franchi e conservato al museo d'Orsay di Parigi.
Nel 1855, furono notati molto i due Cinesi in bronzo dorato, argentato e smaltato inviati all'esposizione universale di Parigi. Egli utilizzò dei marmi di Paro, di onice tagliato per le vesti, di smalti su rame, argento e oro. Egli tinse i marmi di Carrara con processi diversi e impiegò delle pietre semipreziose, modellando il tutto in uno stile classico. Grazie a delle borse di studio concesse dal governo, l'artista poté studiare in situ per "fissare le diverse etnie umane che stanno per fondersi in un unico e solo popolo". Viaggiò in Italia, in Algeria (1856), in Grecia (1858), nell'arcipelago delle Cicladi, e in Egitto (1866 e 1868).
Al Salone del 1857, espose diciotto busti, dodici dei quali sono degli studi di Algerini, la maggior parte dei quali in bronzo. Nel 1860, rifiutato da una giuria di scultura e indignatosi, fece appello al sovrintendente Émilien de Nieuwerkerke, alla principessa Matilde e a Napoleone III in persona. In seguito, perfezionò la policromia delle sue opere inviando: al Salone del 1863 il busto di un'Ebrea di Algeri in bronzo smaltato, onice e porfido; nel 1866 una statua a grandezza naturale di una Donna araba in bronzo, smalto e onice, acquisita dall'imperatrice Eugenia per il suo museo cinese a Fontainebleau; nel 1867 il busto di una Fellà in bronzo, oro, argento, turchese e porfido. Nello stesso anno lo scultore eseguì un gruppo bronzeo intitolato L'abolizione della schiavitù (La Roccella, museo del nuovo mondo).

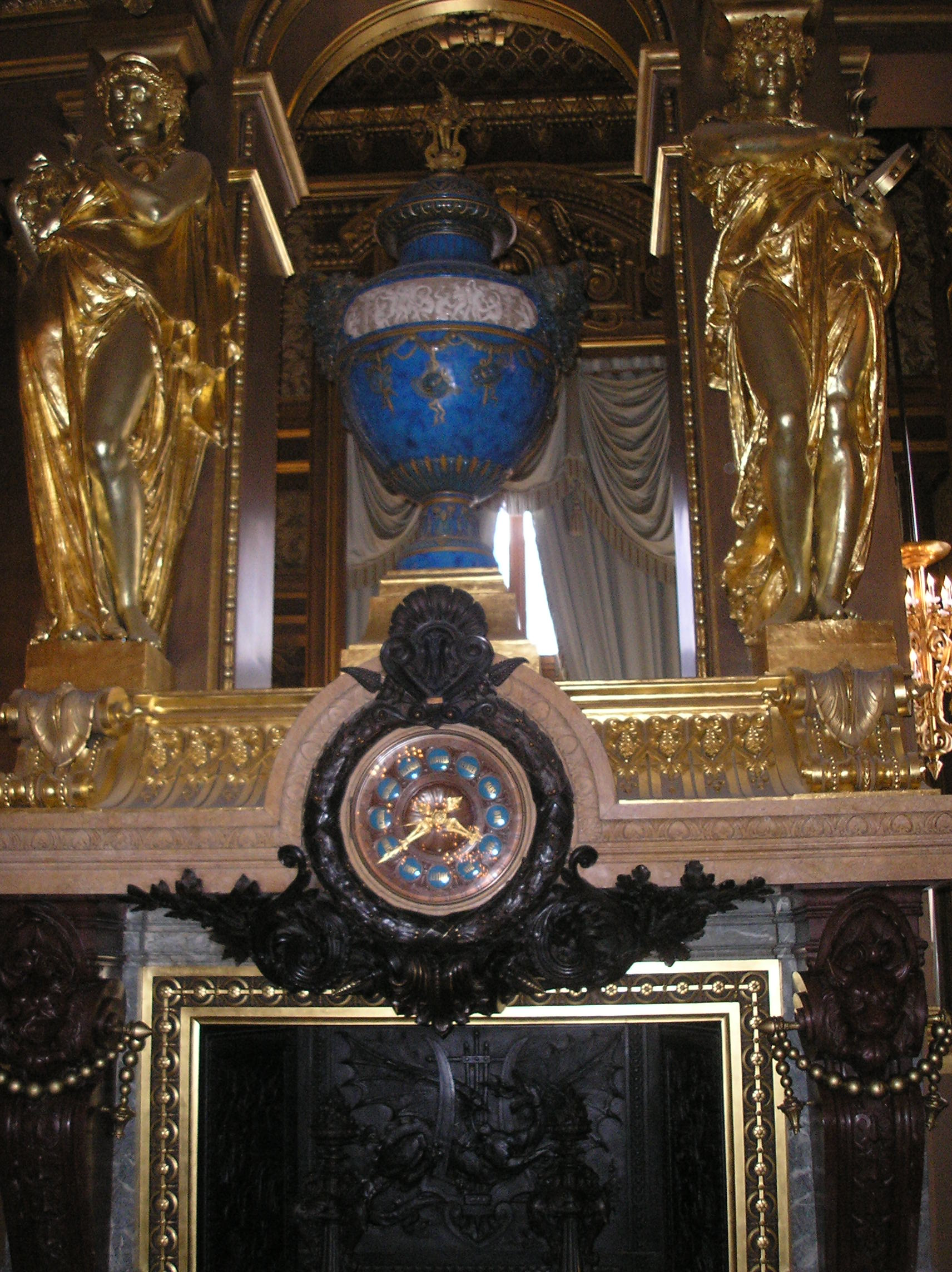
Le cariatidi del camino ovest nel foyer del palazzo Garnier a Parigi.

Tuttavia, il suo lavoro abbondante non si limitava alle rappresentazioni etnologiche. Realizzò più classicamente dei busti di personalità, come quello dell'ammiraglio Courbet (1885-1886), del generale Fleury (1863) o dei suoi parenti, così come delle sculture religiose come una Vergine del XII secolo (1889), una Venere e una Sacerdotessa. Per i grandi cantieri parigini del secondo Impero, Cordier partecipò a quelli del palazzo del Louvre, dell'Opéra Garnier e del municipio. Charles Cordier realizzò anche, tra gli altri, il Monumento al maresciallo Gérard (1856, Verdun), il Trionfo di Afrodite (1861), la statua di Giovanni il Battista per la torre di San Giacomo a Parigi (1854 circa) o le cariatidi dell'Armonia e della Poesia del camino ovest del grande foyer del palazzo Garnier a Parigi (1872).
La città del Cairo conserva il suo Monumento a Ibrahim Pascià, una statua equestre che realizzò nel 1872. Per il Messico, realizzò nel 1872 circa un Monumento a Cristoforo Colombo, affiancato agli angoli da quattro statue di domenicani e francescani che l'avevano aiutato nella sua "missione divina", mentre i bassorilievi che ornano il piedistallo rappresentano delle foreste vergini e la costruzione di una cattedrale. La statua venne rimossa nel 2020 dopo le proteste per la morte di George Floyd, in quanto Colombo veniva visto come la causa principale della colonizzazione europea delle Americhe e del massacro dei popoli nativi.
Charles Cordier è l'autore di 617 opere recensite, delle quali 365 sono dei busti etnografici e 103 dei ritratti borghesi. Aveva ottenuto una medaglia di terza classe al Salone del 1851, una di seconda classe nel 1853, con un richiamo nel 1857. Venne nominato cavaliere della Legion d'onore il 6 agosto 1860. Era inoltre il cognato dell'incisore Firmin Gillot, sposato nel 1847 con sua sorella Mélanie Cordier.
Morì nel 1905 ad Algeri e venne sepolto a Parigi, nella settima divisione del cimitero di Montmartre.

## Galleria d'immagini

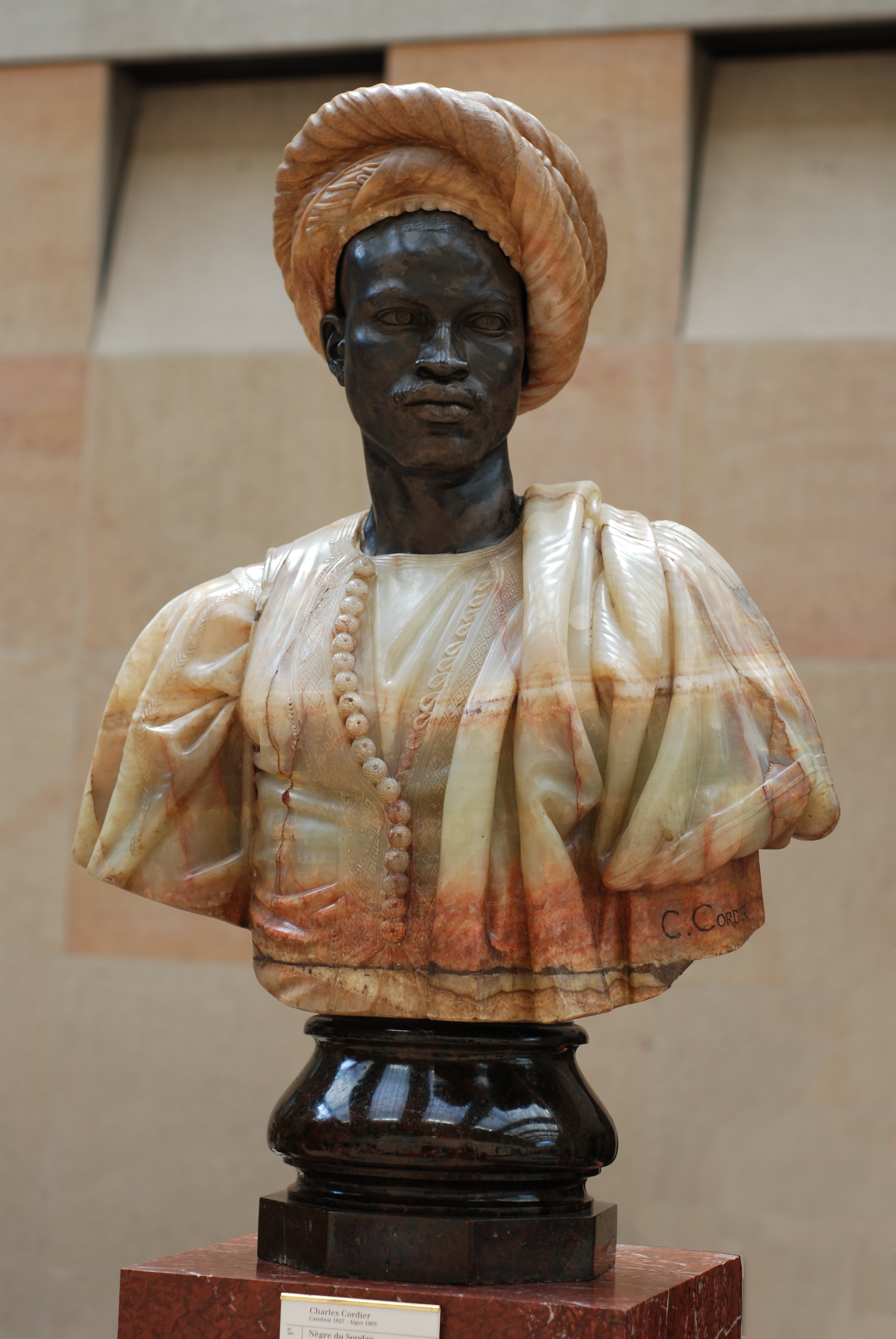
Negro del Sudan, 1856-1857
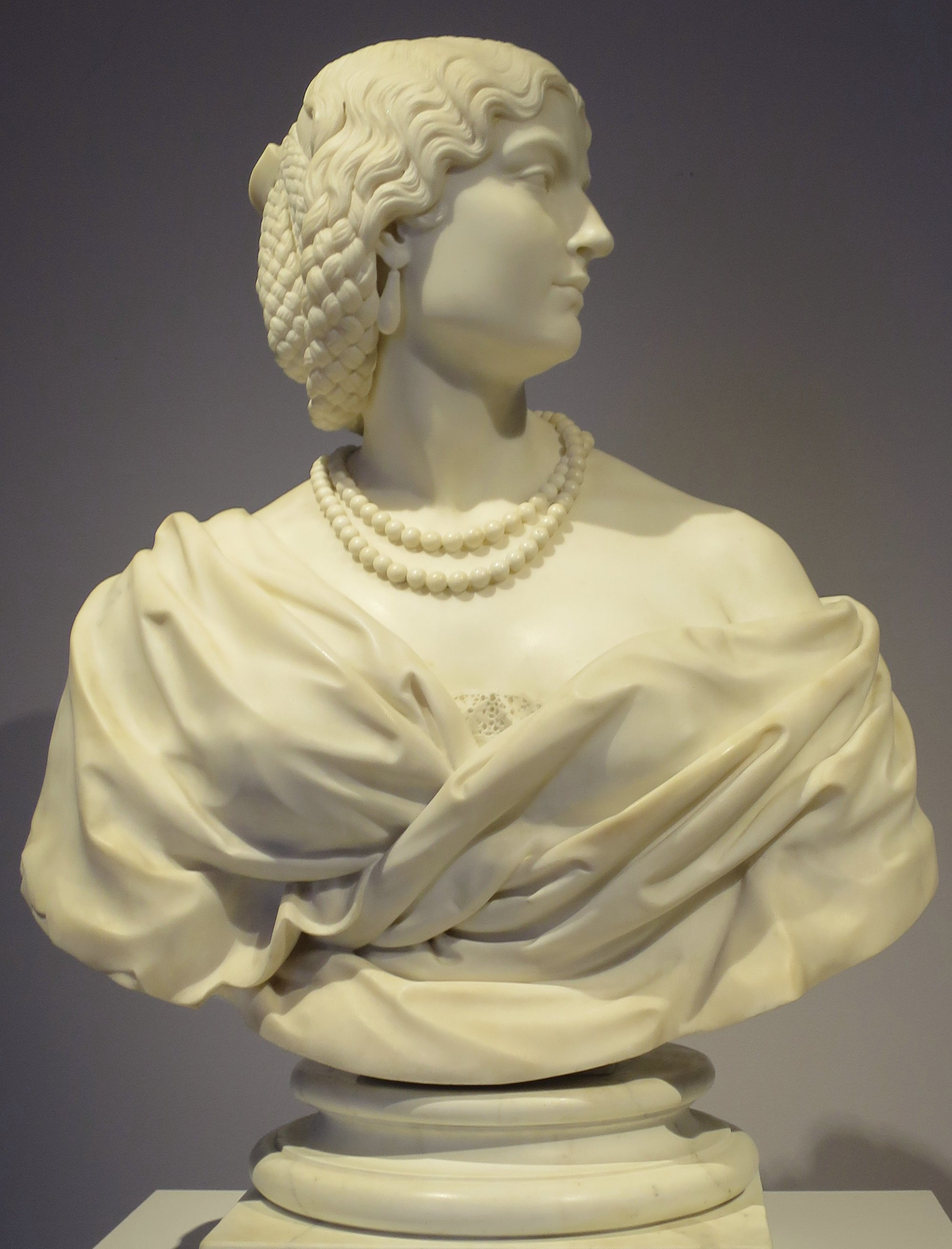
Una giovane di Trastevere, 1860 circa
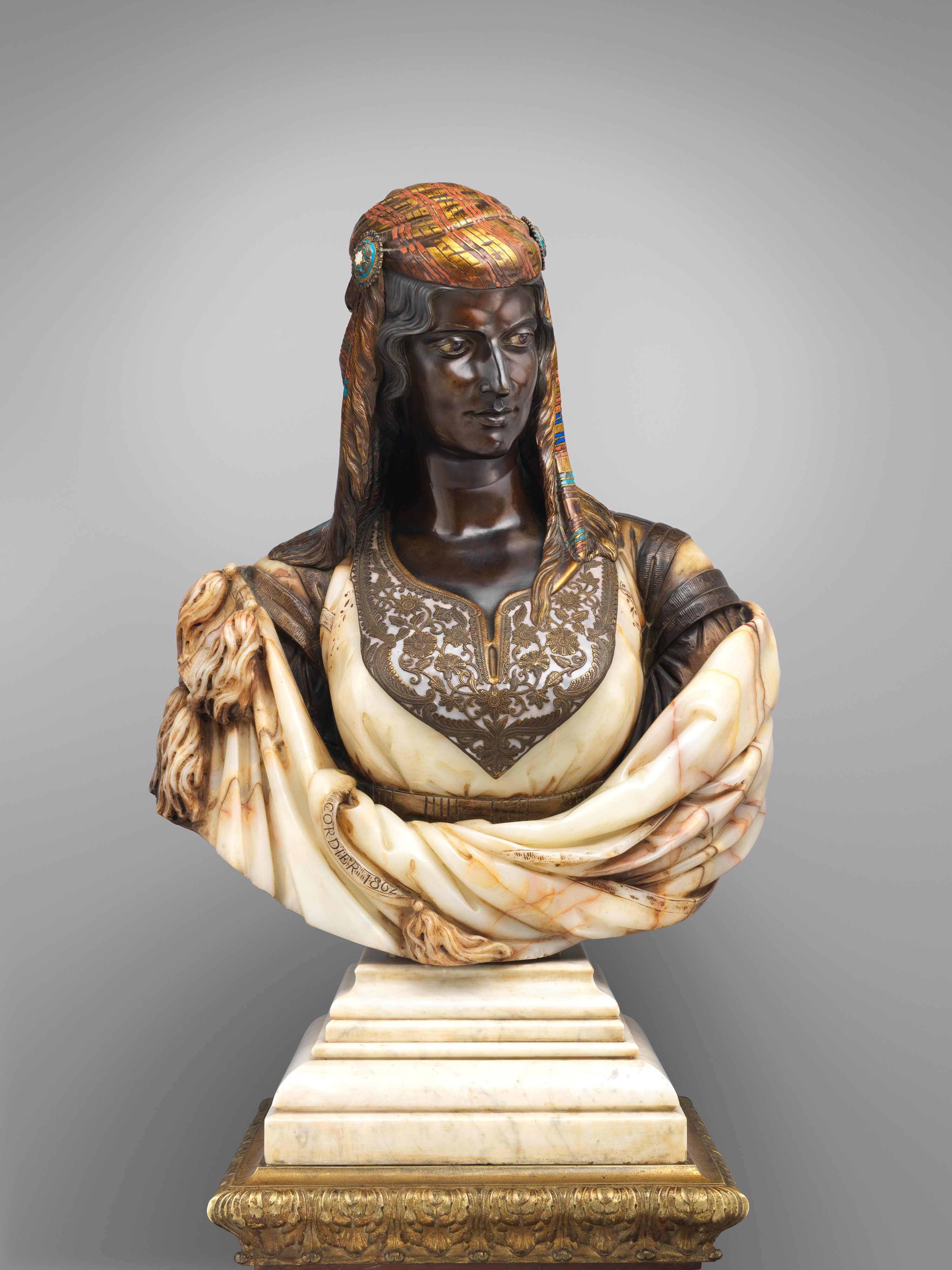
Ebrea di Algeri, 1862